# Bomba Patch
Bomba Patch é uma série de modificações (mods) da série de jogos eletrônicos de futebol Winning Eleven, criada por Allan Jefferson. O nome Bomba Patch é devido aos campeonatos de videogame onde a premiação eram Bombas de chocolate feitas por sua mãe.
Logo após a criação do Bomba Patch, Allan Jefferson seguiu carreira na área da tecnologia se formando em Ciência da Computação. Hoje, especialista em IA, desenvolve softwares e games sob demanda, tendo viajado o mundo todo apresentando seu trabalho.

## Origem
Allan Jefferson, dono de uma locadora em Mogi Mirim, já havia trabalhado, na década de 1990, modificando International Superstar Soccer, para Super Nintendo Entertainment System, trocando os times originais por times brasileiros. Mais tarde, ele passou a atualizar as primeiras versões de Pro Evolution Soccer (PES; também conhecido como Winning Eleven) para PlayStation, mudando o nome dos jogadores da língua japonesa para a língua portuguesa.
Em 2007, com o crescimento da popularidade das LAN houses com torneios de Counter-Strike, Allan decidiu "combatê-las" realizando campeonatos de Pro Evolution Soccer 6, de PlayStation 2, com a modificação (mod) Brazucas. Com a demora na atualização desse mod, Allan decidiu fazer sua própria versão, trocando, inicialmente, times estrangeiros por brasileiros; por exemplo Barcelona se tornava no São Paulo, e o Real Madrid se tornava no Corinthians. No entanto, o uniforme e o escudo ainda eram os os mesmos, já que essas modificações foram feitas por Allan pelo próprio menu de edição do PES. Esses itens só puderam ser trocados quando ele percebeu que poderia utilizar o computador para as modificações, colocando clubes das séries A e B do Brasileirão.
O primeiro campeonato não teria premiação. No entanto, quando os participantes perguntaram por ela, Allan decidiu entregar algumas bombas de chocolate, que eram vendidas por sua mãe. Daí, surgiu o nome "Copa Bomba" para o campeonato. Allan relata que, mesmo na segunda competição, com prêmios como Discmans e aparelhos de DVD, os participantes ainda preferiam bombas de chocolate. Eventualmente, o mod, inspirado no nome da competição, foi chamado de "Bomba Patch", sendo atualizado semanalmente e disponibilizado na locadora.
Allan também permitia que os participantes do campeonato levassem o mod para casa, para fins de treinamento. Um deles, no entanto, levou uma cópia do mod para uma loja da cidade, sendo que um dos lojistas tinha negócios com um grande camelódromo em outra cidade. Eventualmente, passou a aparecer em outros camelôs, que passaram a reproduzir em massa o jogo. A popularidade foi aumentando cada vez mais, aparecendo também em sites para download. Na época, Allan também criou um grupo para ensinar outras pessoas a editar e modificar PES.

## Hiato e retorno
Em 2008, quando o Bomba Patch estava na versão 4.5, as atualizações foram interrompidas, já que "cada um foi para um local diferente para fazer universidade". Allan foi cursar Ciências da Computação, passando um ano "isolado do mundo dos games" na cidade de Mulungu, na Paraíba. Lá, ele morava no sítio da família, com pouco acesso à Internet. Allan só percebeu a grande popularidade do mod quando foi para o centro de uma cidade vizinha, Guarabira, e encontrou o mesmo em uma loja de jogos da região. Em entrevista, ele disse: "Não acreditava que nosso jogo tinha chegado tão longe". O lojista declarou que o mod era o jogo mais vendido do local e falou para Allan: "você tem que continuar fazendo isso. Todo dia vem gente aqui atrás da atualização do Bomba Patch, o pessoal gosta demais", e prometeu: "Eu banco seus estudos para você se dedicar ao Bomba Patch".
Allan recebeu a proposta de entregar o Bomba Patch em primeira mão para a loja, que iria patrocinar o mesmo. Ele aceitou, mas devido à falta de Internet no local onde morava, se mudou para o centro de Mulungu com o primo, que era vereador da cidade, e conversou com o provedor de Internet. O sinal só era enviado via ondas de rádio, então, o técnico informou que uma antena receptora em um local alto era necessária, a sugestão sendo a torre de uma igreja. Allan explicou como foi o processo de instalação, em entrevista:
Dois ou três meses antes, tinha caído um raio na igreja. Aí, a gente foi instalar a antena escondido e uma vizinha ligou para o padre para dizer o que estava acontecendo. Ela passou o telefone pra mim e eu disse que estávamos instalando um para-raios. E ao invés da bronca, o padre agradeceu e disse que ia colocar carro de som pra avisar à população que agora a igreja estava 100% segura e que poderia voltar a missa.
Dessa maneira, o mod voltou a ser atualizado, começando com a versão 4.6. A loja ganhou publicidades dentro do jogo, alegadamente levando alguns a acreditarem que a loja era responsável pelo mesmo. Allan decidiu criar uma música tema para o Bomba Patch, e se lembrou da canção que o padre da cidade havia colocado no carro de som: "100% segura, já podem voltar, vamos orar a Deus, que ele vai nos abençoar". O resultado foi um funk com a letra "100% atualizado, é ruim de aturar, Bomba Patch virou moda, todo mundo quer jogar". Sem sua equipe original, Allan continuou ensinando pessoas a editar PES, ajudando na profusão de versões do jogo, assinadas por diversas equipes, e criando uma comunidade de editores de Bomba Patch.

## Anos recentes
São 18 anos de dedicação ao Bomba Patch. Sempre tenho um monitor ligado para monitorar o Twitter e as novidades do futebol. Se o Neymar mudar o cabelo agora, eu trabalho na atualização do Bomba Patch na hora.

—Allan Jefferson, 29 de outubro de 2021.
O Bomba Patch ultrapassou gerações sendo lançado para os consoles de novas gerações. O mod ainda tem como principal plataforma o PlayStation 2, mas também surgiram versões de Computadores, Xbox 360, Xbox One, Xbox Series, PlayStation Portable, PlayStation 3, PlayStation 4, PlayStation Vita, PlayStation 5, iPhone e Android. Allan também criou redes sociais para o mod, com humor e atualizações sobre o futebol mundial, "[voltando] à realidade do brasileiro", segundo o Globo Esporte. Isso inclui um canal oficial no YouTube, onde alguns mods são disponibilizados gratuitamente.
Bomba Patch publicou em seu Twitter oficial diversas "atualizações" para o mod com base em acontecimentos do mundo real. Por exemplo, foi publicada imagem mostrando Ronaldinho Gaúcho com roupa de presidiário dentro do mod, em referência à prisão do mesmo em 2020. Outras atualizações incluíram a adição de máscaras de proteção, em referência à pandemia de COVID-19, a remoção de clubes que participariam da Superliga Europeia, e a remoção da seleção da Rússia após a invasão da Ucrânia em 2022. No dia 1 de novembro de 2021, Allan Jefferson declarou que estava desenvolvendo diversos jogos originais para celulares e consoles, e também anunciou que estava trabalhando numa versão de Bomba Patch totalmente integrada ao WhatsApp.

## Legado
Allan acredita que o Bomba Patch ajudou na popularização de Pro Evolution Soccer no Brasil. Segundo o The Enemy, "No Brasil é praticamente impossível contar a história do PlayStation 2 sem lembrar do Bomba Patch[, que] ganhou o país com suas atualizações frequentes, uniformes idênticos aos da vida real e a clássica música tema". Alegou ainda que "o Bomba Patch também pode entrar como um dos grandes responsáveis pela sobrevivência do PS2 no Brasil. Atualmente, o console ainda é o terceiro mais utilizado no país, e ter um game de futebol que se mantém 100% atualizado certamente é um fator para essa longevidade." O Globo Esporte declarou: "Lançado numa época em que o futebol nacional ainda não recebia tanta atenção dos jogos, o Bomba Patch se tornou o símbolo da paixão pelo esporte e pelo video game de uma parte da população brasileira". Segundo a Vice, "O mod [...] conseguiu juntar a paixão pelo esporte com os games do jeito mais brasileiro possível", e alegou que "pela própria questão da pirataria, é difícil quantificar em números o sucesso do patch, mas não é uma estimativa irreal dizer que é o jogo não oficial brasileiro mais bem-sucedido."
Segundo a equipe do Bomba Patch, a versão de 2022 do mod foi baixada mais de cem mil vezes até outubro de 2021.